# Canal Ing. Suárez Pomona - San Antonio Oeste
El Canal Ing. Suárez Pomona - San Antonio Oeste también llamado Canal Pomona - San Antonio Oeste, es un acueducto a cielo abierto ubicado al sureste de la República Argentina en la Provincia de Río Negro.  Fue inaugurado en el año 1972, sus aguas provienen del río Negro a la altura de la localidad de Pomona hasta la zona de la ciudad de San Antonio Oeste.
La estructura se extiende a lo largo de 194 kilómetros desde la toma en el canal matriz Sur del Valle Medio y que abastece de agua para consumo humano a San Antonio Oeste, Las Grutas, y Puerto del Este.